# بيت مزارق (الخبت)

تعديل مصدري - تعديل

بيت مزارق هي إحدى قرى عزلة الواسطة بمديرية الخبت التابعة لمحافظة المحويت، بلغ تعداد سكانها 377 نسمة حسب تعداد اليمن لعام 2004.